# Herb gminy Gręboszów
Herb gminy Gręboszów – jeden z symboli gminy Gręboszów, autorstwa Włodzimierza Chorązkiego i Alfreda Znamierowskiego, ustanowiony 30 grudnia 2009, mimo negatywnej opinii Komisji Heraldycznej.

## Wygląd i symbolika
Herb przedstawia na tarczy w polu zielonym dwa pofalowane pasy srebrne, nad nimi złote godło z herbu Nieczuja (ostrzew z zaćwieczonym krzyżem kawalerskim), a u podstawy ukorzeniona wierzba o pięciu konarach także w kolorze złotym.
Godło herbowe Nieczuja odnosi się do niegdysiejszych właścicieli Gręboszowa i Woli Gręboszowskiej, rodu Gremboszewskich. Dwa pofalowane pasy srebrne symbolizują rzeki Wisłę i Dunajec, w widłach których leży gmina Gręboszów. Ukorzeniona wierzba odnosi się do miejscowej flory.

## Historia
Starania o opracowanie symboli gmina podjęła w 2008 roku, podejmując 30 grudnia uchwałę nr XXIII/139/2008 wyrażającą wolę rozpoczęcia prac związanych z ustanowieniem herbu, flagi, banneru i pieczęci gminy Gręboszów. Autorem opracowania heraldycznego jest Włodzimierz Chorązki z Uniwersytetu Jagiellońskiego w Krakowie, projektów graficznych natomiast Alfred Znamierowski. Projekty przesłano do Ministra Spraw Wewnętrznych i Administracji – Departament Administracji Publicznej w celu zaopiniowania. Komisja Heraldyczna uchwałą z 26 czerwca 2009 zaopiniowała projekty negatywnie, kwestionując użycie herbu Nieczuja z racji zdaniem tejże komisji wcześniejszego i dłuższego pozostawaniu terenów obecnej gminy we władaniu rodów pieczętujących się herbem Półkozic, reprezentowanych m.in. przez Włościeja i Sięgniewa. Komisja oceniła także jako "próbę zastosowania podziału tarczy herbowej okrężną drogą" użycie dwóch pasów srebrnych symbolizujących rzeki.
Z opinią taką nie zgodził się autor opracowania heraldycznego, wskazując na pejoratywne obecnie skojarzenia jakie budzi ośla głowa (godło herbu Półkozic), podczas gdy godło Nieczuja uważa on za co najmniej równie długo używane przez właścicieli gminy, ponadto pierwszymi znanymi właścicielami tych ziem był jeszcze inny ród, używający herbu Awdaniec. Wskazał też na niekonsekwencję Komisji, która opiniowała wcześniej i uznawała za poprawne projekty herbów zawierające fale srebrne, takie jak herb Drzewicy czy herb gminy Michałowice.